# Поуње
Поуње (хрв. Pounje) је географска и историјска област која обухвата простор око ријеке Уне и њених притока у данашњој Хрватској и Босни и Херцеговини. Према току ријеке Уне дијели се на Горње Поуње (од изворишта Уне до Рипача), Средње Поуње (око градова Бихаћа и Крупе) и Доње Поуње (од ушћа Сане у Уну, до ушћа Уне у Саву). Према управној подјели, босанско-херцеговачки дио Поуња највећим дјелом припада Федерацији БиХ (Унско-сански кантон) и Републици Српској (Мезорегија Приједор), док преостали дио области припада Републици Хрватској (највећим дјелом: Личко-сењска жупанија и Сисачко-мославачка жупанија). Западни дио Горњег Поуња, уз лијеву обалу ријеке Уне, до планине Пљешевице, назива се и Личко Поуње.